# Mr. Sandman
"Mr. Sandman" (às vezes escrita como "Mister Sandman") é uma canção popular escrita por Pat Ballard, gravada em 1954 e lançada nesse mesmo ano pelas The Chordettes. A Letra da canção transmite um pedido a "Mr. Sandman": "traga-me um sonho". A palavra "sonho" pode se referir a vários sentidos, ou como um desejo, um anseio, ou a um sonho de dormir - que faz a tradicional associação com a figura folclórica João Pestana (em inglês, sandman), que é conhecido por ser uma criatura que põe a areia nos olhos das pessoas enquanto elas dormem.
O pronome usado para se referir ao sonho desejado é frequentemente alterado dependendo o sexo do cantor ou grupo que executa a canção. Algum tempo mais tarde, Ballard também reescreveu a letra para o Natal utilização como "Mr. Santa" ("Sr. [Papai] Noel"). A canção é uma música de interessante aspecto teórico, com a progressão de acordes no coro segue o ciclo das quintas de seis cordas em uma fileira.

## Versão de The Chordettes

### Posição nas paradas musicais
| Parada (1954-1955)                                   | Melhor posição |
| ---------------------------------------------------- | -------------- |
| Reino Unido (New Musical Express)                    | 11             |
| Estados Unidos (Billboard Best Sellers in Stores)    | 1              |
| Estados Unidos (Billboard Most Played by Jockeys)    | 1              |
| Estados Unidos (Billboard Most Played in Juke Boxes) | 1              |

## Versão de Blind Guardian
"Mr. Sandman" foi um single lançado pela banda alemã de power metal Blind Guardian, em 1996. É diferente do single anterior, Bright Eyes, que foi lançado apenas no Japão, por apenas uma música ("A Past and Future Secret", do outro single, foi substituída por "The Script for My Requiem", nesse single), além da ordem das músicas ser um pouco diferente.

### Faixas
1. "Mr. Sandman" (cover de The Chordettes) – 2:12
2. "Bright Eyes" (versão editada) – 4:04
3. "Hallelujah" – 3:18
4. "Imaginations from the Other Side" (versão demo) – 7:14
5. "The Script for My Requiem" (versão demo) – 7:01

### Integrantes
- Hansi Kürsch – vocal
- André Olbrich – guitarra
- Marcus Siepen – guitarra
- Thomas "Thomen" Stauch – bateria